# 国府村立荒城小学校
国府村立荒城小学校 （こくふそんりつ あらきしょうがっこう）は、かつて岐阜県吉城郡国府村（後の国府町。現・高山市）に存在した公立小学校。
校名は、校区がかつての荒城郷であることからという。

## 概要
- 1961年、国府小学校に統合され廃校。
- 校舎は1962年3月迄、国府小学校荒城分教室として使用された。

## 沿革
- 1874年（明治7年）4月 -
  - 広瀬学校から分離し、荒城学校として開校。安国寺を仮校舎とする。八日町村、蓑輪村、今村、西門前村、東門前村、漆垣内村の児童が通学。
  - 広瀬学校から分離し、広徳学校として開校。宮地村の児童が通学。
- 1875年（明治8年）
  - 1月 - 民家を仮校舎とする。
  - 6月 - 教覚寺[注釈 3]
- 1876年（明治9年）8月 - 国府村大字今に新築（木造2階建）移転。
- 1878年（明治11年）1月 - 荒城学校が広徳学校を統合する。
- 1886年（明治19年）4月 - 荒城簡易科小学校に改称する。
- 1888年（明治21年）1月 - 国府第三尋常小学校に改称する。その後すぐに今尋常小学校に改称する。
- 1890年（明治23年）12月 - 国府村大字八日町に新築（木造2階建）移転。同時に荒城尋常小学校に改称する。
- 1916年（大正5年）3月 - 農業補習学校を併設する。
- 1926年（大正15年）7月 - 青年訓練所を併設する。
- 1927年（昭和2年）10月 - 校舎を移築する。
- 1941年（昭和16年）4月1日 - 荒城国民学校に改称する。
- 1947年（昭和22年）4月1日 - 国府村立荒城小学校に改称する。
- 1961年（昭和36年）3月31日 - 国府小学校に統合され、廃校。